# Hoplomelas albolineellus
Hoplomelas albolineellus là một loài bọ cánh cứng trong họ Cerambycidae.